# Osvaldo Cacciatore
Osvaldo Cacciatore (* 1924 in Buenos Aires; † 2007 ebenda) war ein argentinischer Offizier der Luftwaffe und vom 2. April 1976 bis zum 31. März 1982 Bürgermeister der argentinischen Hauptstadt Buenos Aires.

## Leben

### Frühe Jahre
Osvaldo Andrés Cacciatore wurde 1924 in Buenos Aires geboren. 1946 schrieb er sich in der Schule der Luftwaffe ein und nahm am 28. September 1951 an dem Putsch gegen Präsident Juan Perón teil. Der Putsch, angeführt von General Benjamín Menéndez, schlug jedoch fehl und Menéndez, Cacciatore und andere Beteiligte flohen ins benachbarte Montevideo, Uruguay, dessen Regierung Perón ablehnte.
Cacciatore kehrte nach Argentinien und zur Luftwaffe zurück. 1955 nahm er an einem zweiten Aufstand gegen den Präsidenten teil, diesmal angeführt von Admiral Samuel Toranzo Calderón. Toranzo entschied am Vorabend des geplanten Coups, diesen zu verschieben. In Unkenntnis dieser Entscheidung führten Mitglieder der Luftwaffe am 16. Juni den Bomben-Angriff auf die Plaza de Mayo aus, bei dem 300 Zivilisten starben. Die Aufständischen flogen anschließend nach Uruguay.
Eine Revolte der Armee, geleitet von General Eduardo Lonardi im September des gleichen Jahres, führte schließlich zur Absetzung Peróns. Mit der Einsetzung der Revolución Libertadora am 23. September kehrte Cacciatore nach Argentinien zurück. Die weitere Laufbahn Cacciatores in der Luftwaffe verlief ohne Besonderheiten, 1972 übernahm er eine Führungsposition. Bei der Vorbereitung eines Besuchs von Perón am 17. November 1972 hatte er den Vorsitz in der Regierungsdelegation inne.

### Bürgermeister von Buenos Aires

Planung des Schnellstraßennetzes, genehmigt von Cacciatore 1976 – Fünf davon wurden tatsächlich gebaut.

Mit dem Putsch vom März 1976 und der Einführung der Militärdiktatur wurden fast alle demokratisch gewählten Offiziellen ersetzt und Cacciatore von dem neuen Regime zum Bürgermeister von Buenos Aires ernannt.
Er stand damit einer Stadt vor, die ein Viertel des BSP Argentiniens produzierte und zu dem Zeitpunkt die größte südamerikanische Stadt war. Zu seinen bevorstehenden Aufgaben gehörte die Vorbereitung der Fußballweltmeisterschaft, die 1978 in Argentinien stattfinden sollte und für die zwei Stadien, nämlich das Estadio José Amalfitani und das Estadio Monumental Antonio Vespucio Liberti umgebaut werden mussten. Die Stadt selber litt an logistischen Problemen: der Zunahme des Individualverkehrs seit den 1950ern standen keine entsprechenden Infrastrukturmaßnahmen gegenüber. Auch waren im Zuge der Migrantenströme aus dem weniger entwickelten Norden Argentiniens und aus Nachbarländern wie Bolivien und Paraguay über 30 Elendsviertel entstanden, in denen rund 200.000 Menschen (6 % der Stadtbevölkerung) lebten.
Um diese Probleme zu lösen, beauftragte Cacciatore den Ingenieur Dr. Guillermo Laura mit einem Masterplan für ein neues öffentliches Transportnetz. Lauras Plan, ursprünglich bereits 1970 erdacht, sah neun Schnellstraßen mit einer Länge von 74 km vor, von denen zwei bereits existierten. Vorbereitend wurden zwischen 1977 und 1978 3.000 Häuser enteignet und abgerissen.  Im November 1978 wurde mit dem Bau der nächsten beiden Straßen begonnen. Diese Straßen hatten eine Gesamtlänge von 14 km und wurden im Dezember 1980 eröffnet. Bis 2006 waren sie gebührenpflichtige Straßen, die dem AUSA-Konsortium unterstanden.
Die Beseitigung der Slums sowie der Abriss von Sozialwohnungen, in denen rund 16.000 Menschen lebten, wurden durch eine Verordnung des Bürgermeisters vom 13. Juli 1977 festgelegt. Die Sozialmieter sollten in die Partidos La Matanza und Esteban Echeverría in Gran Buenos Aires umgesiedelt werden. Die Betroffenen waren jedoch mit der Umsiedlung nicht einverstanden, in Auseinandersetzungen kam es zu zahlreichen Toten und Verletzten.
Diese Vorfälle und die Einsicht der Kommission, dass eine Räumung der Slums erst geschehen kann, wenn annehmbare Unterkünfte für die Betroffenen bereitstehen, resultierten in einer Gerichtsentscheidung vom Dezember 1979. Die Volkszählung von 1980 ergab, dass nicht mehr als 30.000 Menschen in den Slums lebten, was Cacciatores Wohnungs-Kommissar (und späteren Bürgermeister) Guillermo del Cioppo veranlasste zu sagen: „Ein Leben in Buenos Aires ist nicht für jeden vorgesehen, nur für diejenigen, die es verdienen und die bereit sind für ein Leben in einer anständigen Gemeinde – eine bessere Stadt für die besten Menschen.“
Diese Maßnahmen wurden ergänzt durch den Bau von 64 öffentlichen Schulen und mehrerer öffentlicher Parks sowie durch die Schließung zehntausender Verbrennungsanlagen in Mehrfamilienhäusern, die täglich bis zu 3.000 Tonnen giftiger Rückstände produzierten. Stattdessen wurde eine Müllabfuhr („Manliba“, ein privat-staatliches Konsortium) eingerichtet.
Cacciatores Leistungen wurden vom Schmutzigen Krieg und dem Verschwinden von nahezu 30.000 Menschen überschattet. Allein in Buenos Aires unterhielt die Militärdiktatur 15 Folterzentren. Hinzu kamen finanzielle Unregelmäßigkeiten in vielen Projekten der Stadtverwaltung. Die beiden fertiggestellten Schnellstraßen, ursprünglich mit 222 Mio. US$ angesetzt, kosteten tatsächlich fast eine Milliarde US$. Da die Einnahmen aus der gebührenpflichtigen Nutzung geringer ausfielen als geplant, wurden die Arbeiten an den fünf weiteren Straßen zunächst verschoben. Der Bau einer weiteren Schnellstraße wurde erst nach einem Abriss storniert. Die Auswirkungen hieraus auf den betroffenen Stadtteil Saavedra wurden erst in den späten 1990er Jahren „geheilt“. Drei Schnellstraßen wurden danach aber noch gebaut.
Cacciatores Vereinbarung mit der Müllabfuhrfirma Manliba geriet ebenfalls wegen der Kosten und wegen der Unfähigkeit der Firma, die neue Müllkippe zu unterhalten, unter Beschuss. Sein Druck auf den Fußballverein CA San Lorenzo de Almagro zum Verkauf ihres Stadions und des Grundstücks in Boedo an den französischen Einzelhändler Carrefour, konnte nicht aufgeklärt werden.
Seine Bemühungen, den heruntergekommenen Stadtteil Villa Lugano zu entwickeln, führten zur Anlage des Parque de la Ciudad auf einer aufgelassenen Müllkippe. Erneute Kontroversen gab es, als die mit der Parkanlage beauftragte Firma Interama 1980 in Konkurs fiel und die Stadt die Firmenschulden übernahm. Auch die angestrebten 15 Mio. Besucher pro Jahr wurden nie erreicht, max. besuchten eine Mio. Menschen jährlich den Freizeitpark.

### Späte Jahre
Cacciatore war gezwungen, eine Reihe anderer städtebaulicher Projekte abzusagen, darunter die Urbanisierung des damals noch verlassenen Hafenviertels Puerto Madero. Am 1. April 1982 übergab er die Geschäfte an seinen Nachfolger Guillermo del Cioppo. In einer Reihe von Anklagen musste er sich vor Gericht wegen seiner lukrativen Geschäfte verantworten.
Nach der Rückkehr zur Demokratie 1983 kehrten viele ehemalige Slumbewohner an ihre früheren Wohnorte zurück. Das veranlasste Cacciatore, 1993 für den Nationalkongress als Abgeordneter zu kandidieren. 1997 bewarb er sich für einen Sitz in der Legislative von Buenos Aires. Beide Male war er jedoch erfolglos. Cacciatore starb 2007, im Alter von 83 Jahren, in seiner Heimatstadt.
| Vorgänger              | Amt                                      | Nachfolger           |
| ---------------------- | ---------------------------------------- | -------------------- |
| Eduardo Alberto Crespi | Bürgermeister von Buenos Aires 1976–1982 | Guillermo del Cioppo |